# 第60回グラミー賞
第60回グラミー賞（だい60かいグラミーしょう、The 60th Annual Grammy Awards）は、2018年1月28日にニューヨーク州ニューヨーク市のマディソン・スクエア・ガーデンにて授賞式が行われた。司会は前年に続き『レイト×2ショー with ジェームズ・コーデン』でおなじみのジェームズ・コーデン。ニューヨークで授賞式が行われるのは2003年の第45回以来。

## 候補・受賞作
受賞は各部門最上段に太字のもの

### 総合
年間最優秀レコード賞
- '"24K Magic" – ブルーノ・マーズ
  - Shampoo Press & Curl, プロデューサー; Serban Ghenea, John Hanes & Charles Moniz, エンジニア/ミキサー; Tom Coyne, マスタリング・エンジニア
- "Redbone" - チャイルディッシュ・ガンビーノ
  - Donald Glover & Ludwig Goransson, producers; Donald Glover, Ludwig Goransson, Riley Mackin & Ruben Rivera, engineers/mixers; Bernie Grundman, mastering engineer
- "Despacito" - ルイス・フォンシ（英語版） & ダディー・ヤンキー featuring ジャスティン・ビーバー
  - Josh Gudwin, Mauricio Rengifo & Andrés Torres, producers; Josh Gudwin & Jaycen Joshua, Chris "TEK" O’Ryan, Mauricio Rengifo, Juan G Rivera "Gaby Music", Luis "Salda" Saldarriaga & Andrés Torres, engineers/mixers; Dave Kutch, mastering engineer
- "The Story of O.J." - ジェイ・Z
  - Jay-Z & No I.D., producers; Jimmy Douglass & Gimel "Young Guru" Keaton, engineers/mixers; Dave Kutch, mastering engineer
- "Humble" - ケンドリック・ラマー
  - Asheton Hogan & Mike Will Made It, producers; Derek "MixedByAli" Ali, James Hunt & Matt Schaeffer, engineers/mixers; Mike Bozzi, mastering engineer

年間最優秀アルバム賞
- 『24K・マジック（24K Magic）』 - ブルーノ・マーズ
  - Shampoo Press & Curl, プロデューサー; Serban Ghenea, John Hanes & Charles Moniz, エンジニア/ミキサー; Christopher Brody Brown, James Fauntleroy, Philip Lawrence & Bruno Mars, ソングライター; Tom Coyne, マスタリング・エンジニア
- 『アウェイクン、マイ・ラヴ（Awaken, My Love!）』 - チャイルディッシュ・ガンビーノ
  - Donald Glover & Ludwig Goransson, producers; Bryan Carrigan, Chris Fogel, Donald Glover, Ludwig Goransson, Riley Mackin & Ruben Rivera, engineers/mixers; Donald Glover & Ludwig Goransson, songwriters; Bernie Grundman, mastering engineer
- 『4:44』 - ジェイ・Z
  - Jay-Z & No I.D., producers; Jimmy Douglass & Gimel "Young Guru" Keaton, engineers/mixers; Shawn Carter & Dion Wilson, songwriters; Dave Kutch, mastering engineer

- 『ダム（Damn）』 - ケンドリック・ラマー
  - DJ Dahi, Sounwave & Anthony Tiffith, producers; Derek "MixedByAli" Ali, James Hunt & Matt Schaeffer, engineers/mixers; K. Duckworth, D. Natche, M. Spears & A. Tiffith, songwriters; Mike Bozzi, mastering engineer
- 『メロドラマ（Melodrama）』 - ロード
  - Jack Antonoff & Lorde, producers; Serban Ghenea, John Hanes & Laura Sisk, engineers/mixers; Jack Antonoff & Ella Yelich-O'Connor, songwriters; Randy Merrill, mastering engineer

年間最優秀楽曲賞
- "ザッツ・ホワット・アイ・ライク（That's What I Like）" - ブルーノ・マーズ
  - Christopher Brody Brown、James Fauntleroy、Philip Lawrence、Bruno Mars、Ray Charles McCullough II、Jeremy Reeves、Ray Romulus、Jonathan Yip, ソングライター（『24K・マジック（24K Magic）』所収）
- "Despacito" - ルイス・フォンシ（英語版） & ダディー・ヤンキー featuring ジャスティン・ビーバー（ルイス・フォンシ『Vida』所収）
  - Ramón Ayala Rodriguez, Justin Bieber, Jason Boyd, Erika Ender, Luis Fonsi & Marty James Garton Jr., songwriters
- "4:44" - ジェイ・Z （『4:44』所収）
  - Shawn Carter & Dion Wilson, songwriters
- "Issues" - ジュリア・マイケルズ
  - Benjamin Levin, Mikkel Storleer Eriksen, Tor Erik Hermansen, Julia Michaels & Justin Drew Tranter, songwriters
- "1-800-273-8255" - ロジック featuring アレッシア・カーラ（英語版） & カリード
  - Alessia Caracciolo, Sir Robert Bryson Hall II, Arjun Ivatury, Khalid Robinson & Andrew Taggart, songwriters

最優秀新人賞
- アレッシア・カーラ（英語版）
- カリード
- リル・ウージー・ヴァート
- ジュリア・マイケルズ
- SZA

### ポップ
最優秀ポップ・ソロ・パフォーマンス
- "シェイプ・オブ・ユー（Shape of You）" - エド・シーラン（『÷』所収）
- "Love So Soft" - ケリー・クラークソン（『Meaning of Life』所収）
- "Praying" - ケシャ
- "ミリオン・リーズンズ（Million Reasons）" - レディー・ガガ
- "What About Us " - P!NK

最優秀ポップ・デュオ／グループ・パフォーマンス
- "Feel It Still" - ポルトガル・ザ・マン（『ウッドストック（Woodstock）』所収）
- "Something Just like This" - ザ・チェインスモーカーズ & コールドプレイ（ザ・チェインスモーカーズ『メモリーズ...ドゥー・ノット・オープン（Memories...Do Not Open）』所収）
- "デスパシート（Despacito ）" - ルイス・フォンシ & ダディー・ヤンキー featuring ジャスティン・ビーバー
- "サンダー（Thunder）" - イマジン・ドラゴンズ
- "Stay" - ゼッド & アレッシア・カーラ

最優秀ポップ・ボーカル・アルバム
- 『Tony Bennett Celebrates 90』- ヨンデ・ベネット（プロデューサー）
- 『Nobody but Me』（デラックス・バージョン）- マイケル・ブーブレ
- 『トリプリケート（Triplicate）』- ボブ・ディラン
- 『In Full Swing』- セス・マクファーレン
- 『Wonderland』- サラ・マクラクラン

最優秀トラディショナル・ポップ・ボーカル・アルバム
- 『÷』- エド・シーラン
- 『カレイドスコープ EP（Kaleidoscope EP）』- コールドプレイ
- 『ラスト・フォー・ライフ（Lust for Life）』- ラナ・デル・レイ
- 『エヴォルヴ（Evolve）』- イマジン・ドラゴンズ
- 『レインボー（Rainbow）』- ケシャ
- 『ジョアン（Joanne）』- レディ・ガガ

### ダンス／エレクトロニック
最優秀ダンス・レコーディング
- "Tonite" – LCDサウンドシステム
  - James Murphy, プロデューサー; James Murphy, ミキサー
- "Bambro Koyo Ganda" – Bonobo featuring Innov Gnawa
  - Bonobo, producer; Bonobo, mixer
- "Cola" – CamelPhat & Elderbrook
  - CamelPhat & Elderbrook, producers; CamelPhat, mixer
- "Andromeda" – ゴリラズ featuring DRAM
  - Damon Albarn, Jamie Hewlett, Remi Kabaka & Anthony Khan, producers; Stephen Sedgwick, mixer
- "Line of Sight" – Odesza featuring WYNNE & Mansionair
  - Clayton Knight & Harrison Mills, producers; Eric J Dubowsky, mixer

最優秀ダンス／エレクトロニック・アルバム
- 『3-D The Catalogue』 – クラフトワーク
- 『Migration』 – ボノボ（英語版）
- 『Mura Masa』 – ムラ・マサ（英語版）
- 『A Moment Apart』 – オデッザ（英語版）
- 『What Now』 – シルヴァン・エッソ（英語版）

### コンテンポラリー・インストゥルメンタル
最優秀コンテンポラリー・インストゥルメンタル・アルバム
- 『プロトタイプ（Prototype）』 – ジェフ・ローバー・フュージョン
- 『What If』 – ザ・ジェリー・ダグラス・バンド
- 『Spirit』 – アレックス・ハン
- 『Mount Royal』 – ジュリアン・ラージ（英語版） & クリス・エルドリッジ
- 『バッド・オンブレ（Bad Hombre）』 – アントニオ・サンチェス

### ロック
最優秀ロック・パフォーマンス
- "You Want It Darker" – レナード・コーエン（『ユー・ウォント・イット・ダーカー（You Want It Darker）』所収）
- "The Promise" – クリス・コーネル
- "Run" – フー・ファイターズ
- "No Good" – カレオ
- "Go to War" – Nothing More

最優秀メタル・パフォーマンス
- "Sultan's Curse" – マストドン（『エンペラー・オブ・サンド（Emperor of Sand）』所収）
- "Invisible Enemy" – オーガスト・バーンズ・レッド
- "Black Hoodie" – ボディ・カウント
- "Forever" – Code Orange
- "Clockworks" – メシュガー

最優秀ロック・ソング
- "Run" - フー・ファイターズ（『コンクリート・アンド・ゴールド（Concrete and Gold）』所収）
  - Foo Fighters, ソングライター
- "Atlas, Rise!" - メタリカ
  - James Hetfield and Lars Ulrich, songwriters
- "Blood in the Cut" - K.Flay
  - JT Daly and Kristine Flaherty, songwriters
- "Go to War" - Nothing More
  - Ben Anderson, Jonny Hawkins, Will Hoffman, Daniel Oliver, David Pramik & Mark Vollelunga, songwriters
- "The Stage" - アヴェンジド・セヴンフォールド
  - Zachary Baker, Brian Haner, Matthew Sanders, Jonathan Seward & Brooks Wackerman, songwriters

最優秀ロック・アルバム
- 『ア・ディーパー・アンダスタンディング（A Deeper Understanding）』 – ザ・ウォー・オン・ドラッグス
- 『エンペラー・オブ・サンド（Emperor of Sand）』 – マストドン
- 『ハードワイアード…トゥ・セルフディストラクト（Hardwired... to Self-Destruct）』 – メタリカ
- 『ザ・ストーリーズ・ウィ・テル・アワセルヴス（The Stories We Tell Ourselves）』 – ナッシング・モア（英語版）
- 『ヴィランズ（Villains）』 – クイーンズ・オブ・ザ・ストーン・エイジ

### オルタナティヴ
最優秀オルタナティヴ・ミュージック・アルバム
- 『スリープ・ウェル・ビースト（Sleep Well Beast）』 – ザ・ナショナル
- 『エヴリシング・ナウ（Everything Now）』 – アーケイド・ファイア
- 『ヒューマンズ（Humanz）』 – ゴリラズ
- 『アメリカン・ドリーム（American Dream）』 – LCDサウンドシステム
- 『ピュア・コメディ（Pure Comedy）』 – ファーザー・ジョン・ミスティ

### R&B
最優秀R&Bパフォーマンス
- "ザッツ・ホワット・アイ・ライク（That's What I Like）" - ブルーノ・マーズ（『24K・マジック（24K Magic）』所収）
- "Get You " - ダニエル・シーザー featuring カリ・ウチス（『Freudian』所収）
- "Distraction" - ケラーニ（『SweetSexySavage』所収）
- "High" - レデシー（英語版）（『Let Love Rule』所収）
- "The Weekend" - SZA（『Ctrl』所収）

最優秀トラディショナルR&Bパフォーマンス
- "レッドボーン（Redbone）" - チャイルディッシュ・ガンビーノ（『アウェイクン、マイ・ラヴ！（Awaken, My Love!）』所収）
- "Laugh and Move On" - ザ・ベイラー・プロジェクト
- "What I'm Feelin'" - アンソニー・ハミルトン featuring ザ・ハミルトンズ（『What I'm Feelin'』所収）
- "All the Way" - レデシー（英語版）（『Let Love Rule』所収）
- "Still" - マリ・ミュージック（英語版）（『The Transition of Mali』所収）

最優秀R&Bソング
- "ザッツ・ホワット・アイ・ライク（That's What I Like）" - ブルーノ・マーズ
  - Christopher・ブロディ・ブラウン、James Fauntleroy、Philip Lawrence、ブルーノ・マーズ、Ray Charles McCullough II、Jeremy Reeves、Ray Romulus、Jonathan Yip（ソングライター）（『24K・マジック（24K Magic）』所収）
- "First Began" - PJ Morton
- "ロケーション（Location ）" - カリード
- "レッドボーン（Redbone ）" - チャイルディッシュ・ガンビーノ
- "スーパーモデル（Supermodel）" - SZA

最優秀アーバン・コンテンポラリー・アルバム
- 『スターボーイ（Starboy）』 - ザ・ウィークエンド
- 『Free 6lack』-  6lack
- 『アウェイクン、マイ・ラヴ！（Awaken, My Love!）』 - チャイルディッシュ・ガンビーノ
- 『アメリカン・ティーン（American Teen）』 - カリード
- 『Ctrl』 - SZA

最優秀R&Bアルバム
- 『24K・マジック（24K Magic）』 - ブルーノ・マーズ
- 『Freudian』- ダニエル・シーザー
- 『Let Love Rule』- レデシー（英語版）
- 『GUMBO（Gumbo ）』- PJモートン
- 『Feel the Real』- ミュージック・ソウルチャイルド

### ラップ
最優秀ラップ・パフォーマンス
- "ハンブル（Humble）" - ケンドリック・ラマー（『ダム（Damn）』所収）
- "バウンス・バック（Bounce Back）" - ビッグ・ショーン（『I Decided』所収）
- "ボーダック・イエロー（Bodak Yellow）" - カーディ・B（『ボダック・イエロー（Bodak Yellow）』所収）
- "4:44" - ジェイ・Z（『4:44』所収）
- "Bad and Boujee" - ミーゴズ featuring リル・ウージー・ヴァート

最優秀ラップ／サング・パフォーマンス
- "Loyalty" - ケンドリック・ラマー featuring リアーナ（『ダム（Damn）』所収）
- "Prblms " - 6lack （『Free 6lack』所収）
- "Crew" - ゴールドリンク featuring Brent Faiyaz & Shy Glizzy（『At What Cost』所収）
- "Family Feud" - ジェイ・Z featuring ビヨンセ（『4:44』所収）
- "Love Galore" - SZA featuring トラビス・スコット（『Ctrl』所収）

最優秀ラップ・ソング
- "ハンブル（Humble）" - ケンドリック・ラマー
  - K. Duckworth, Asheton Hogan, M. Williams II, ソングライター （『ダム（Damn）』所収）
- "ボーダック・イエロー（Bodak Yellow ）" - カーディ・B （『ボダック・イエロー（Bodak Yellow）』所収）
- "Chase Me" - デンジャー・マウス featuring ラン・ザ・ジュエルズ & ビッグ・ボーイ（『ベイビー・ドライバー：オリジナル・サウンドトラック（Baby Driver: Music From The Motion Picture）』所収）
- "Sassy" - ラプソディー （『Laila's Wisdom』所収）
- "The Story of O.J. " - ジェイ・Z （『4:44』所収）

最優秀ラップ・アルバム
- 『ダム（Damn）』- ケンドリック・ラマー
- 『4:44』- ジェイ・Z
- 『カルチャー（Culture）』- ミーゴス
- 『Laila's Wisdom』- ラプソディー
- 『フラワー・ボーイ（Flower Boy）』- タイラー・ザ・クリエイター

### カントリー
最優秀カントリー・ソロ・パフォーマンス
- "Either Way" – クリス・ステイプルトン（『From A Room: Volume 1』所収）
- "Body Like a Back Road" – サム・ハント
- "Losing You" – アリソン・クラウス
- "Tin Man" – ミランダ・ランバート
- "I Could Use a Love Song" – マレン・モリス

最優秀カントリー・デュオ／グループ・パフォーマンス
- "Better Man" – リトル・ビッグ・タウン（『The Breaker』所収）
- "It Ain't My Fault" – Brothers Osborne
- "My Old Man" – Zac Brown Band
- "You Look Good" – レディ・アンテベラム
- "Drinkin' Problem" – Midland

最優秀カントリー・ソング
- "Broken Halos" - クリス・ステイプルトン
  - Mike Henderson & Chris Stapleton, ソングライター
- "Better Man" - リトル・ビッグ・タウン
  - Taylor Swift, songwriter
- "Body Like a Back Road" – サム・ハント
  - Zach Crowell, Sam Hunt, Shane McAnally & Josh Osborne, songwriters
- "Drinkin' Problem" - Midland
  - Jess Carson, Cameron Duddy, Shane McAnally, Josh Osborne & Mark Wystrach, songwriters
- "Tin Man" – ミランダ・ランバート
  - Jack Ingram, Miranda Lambert & Jon Randall, songwriters

最優秀カントリー・アルバム
- 『From A Room: Volume 1』 – クリス・ステイプルトン
- 『Cosmic Hallelujah』 – ケニー・チェズニー
- 『Heart Break』 – レディ・アンテベラム
- 『The Breaker』 – リトル・ビッグ・タウン
- 『Life Changes』 – トーマス・レット

### ニューエイジ
最優秀ニューエイジ・アルバム
- 『ダンシング・オン・ウォーター（Dancing on Water）』 – ピーター・ケーター（英語版）
- 『リフレクション（Reflection）』 – ブライアン・イーノ
- 『SongVersation: Medicine』 – インディア・アリー
- 『空海の旅 5（Sacred Journey of Ku-Kai, Volume 5）』 – 喜多郎
- 『Spiral Revelation』 – スティーヴ・ローチ（英語版）

### ジャズ
最優秀インプロヴァイズド・ジャズ・ソロ
- "Miles Beyond" - ジョン・マクラフリン（『ライヴ・アット・ロニー・スコッツ（Live at Ronnie Scott's）』所収）
- "Can't Remember Why" - サラ・キャズウェル（英語版）（『Whispers on the Wind』所収）
- "Dance of Shiva" - ビリー・チャイルズ（『リバース（Rebirth）』所収）
- "Whisper Not" - フレッド・ハーシュ（英語版）（『Songs Without Words Volume 2: Jazz Tunes』所収）
- "Ilimba" - クリス・ポッター（『The Dreamer Is the Dream』所収）

最優秀ジャズ・ボーカル・アルバム
- 『ドリームス・アンド・ダガーズ （Dreams and Daggers）』 - セシル・マクロリン・サルヴァント（英語版）
- 『The Journey』- ザ・ベイラー・プロジェクト（英語版）
- 『ソーシャル・コール（A Social Call）』- ジャズメイヤ・ホーン（英語版）
- 『バッド・アス・アンド・ブラインド（Bad Ass and Blind）』- ラウル・ミドン
- 『Porter Plays Porter』- ランディー・ポーター・トリオ with ナンシー・キング（英語版）

最優秀ジャズ・インストゥルメンタル・アルバム
- 『リバース（Rebirth）』 - ビリー・チャイルズ
- 『Uptown, Downtown』- ビル・チャーラップ（英語版）・トリオ
- 『Project Freedom』- ジョーイ・デフランセスコ（英語版） & ザ・ピープル
- 『オープン・ブック（Open Book）』- フレッド・ハーシュ（英語版）
- 『The Dreamer Is the Dream』- クリス・ポッター

最優秀ラージ・ジャズ・アンサンブル・アルバム
- 『ブリンギン・イット（Bringin' It）』 - クリスチャン・マクブライド・ビッグバンド
- 『モンケストラ vol.2（MONK'estra Vol. 2）』- ジョン・ビーズリー
- 『Jigsaw』– アラン・ファーバー・ビッグバンド
- 『Homecoming』– ヴィンス・メンドーザ & WDRビッグバンド・ケルン
- 『Whispers on the Wind』– チャック・オーウェン & ザ・ジャズ・サージ

最優秀ラテン・ジャズ・アルバム
- 『ジャズ・タンゴ（Jazz Tango）』 - パブロ・シーグレル・トリオ
- 『Hybrido - From Rio to Wayne Shorter』- アントニオ・アドルフォ
- 『Oddara』-  ジェーン・バネット & マケケ
- 『Outra Coisa – The Music of Moacir Santos』- アナット・コーエン（英語版） & マルセーロ・ゴンサルヴェス
- 『ティピコ（Típico）』- ミゲル・ゼノン（英語版）

### ゴスペル／コンテンポラリー・クリスチャン
最優秀ゴスペル・パフォーマンス／ソング
- CeCe Winans "Never Have to Be Alone" – Dwan Hill、Alvin Love III（ソングライター）（『Let Them Fall in Love』所収）

最優秀コンテンポラリー・クリスチャン・ミュージック・パフォーマンス／ソング
- Hillsong Worship "What a Beautiful Name" – Ben Fielding、Brooke Ligertwood（ソングライター）（『Let There Be Light』所収）

最優秀ゴスペル・アルバム
- 『Let Them Fall in Love』 – シー・シー・ワイナンズ（英語版）

最優秀コンテンポラリー・クリスチャン・ミュージック・アルバム
- 『Chain Breaker』 – ザック・ウィリアムズ（英語版）

### アメリカン・ルーツ
最優秀アメリカン・ルーツ・パフォーマンス
- "Killer Diller Blues" – アラバマ・シェイクス（『The American Epic Sessions』所収）

最優秀アメリカン・ルーツ・ソング
- ジェイソン・イズベル（英語版） and the 400 Unit "If We Were Vampires" - ジェイソン・イズベル（ソングライター）（『ザ・ナッシュビル・サウンド（The Nashville Sound）』所収）

最優秀アメリカーナ・アルバム
- 『ザ・ナッシュビル・サウンド（The Nashville Sound）』 – ジェイソン・イズベル（英語版） and the 400 Unit

最優秀ブルーグラス・アルバム
- 『Laws of Gravity』 – Infamous Stringdusters
- 『All the Rage: In Concert Volume One [Live]』 – Rhonda Vincent and the Rage

最優秀トラディショナル・ブルース・アルバム
- 『ブルー&ロンサム（Blue & Lonesome）』 – ザ・ローリングストーンズ

最優秀コンテンポラリー・ブルース・アルバム
- 『TajMo』 – タジ・マハール & ケブ・モ

最優秀フォーク・アルバム
- 『メンタル・イルネス（Mental Illness）』 – エイミー・マン

最優秀リージョナル・ミュージック・アルバム
- 『Kalenda』 – The Lost Bayou Ramblers

### レゲエ
最優秀レゲエ・アルバム
- 『ストーニー・ヒル（Stony Hill）』 – ダミアン・マーリー
- 『Chronology』 – クロニクス（英語版）
- 『Lost in Paradise』 – コモン・キングス（英語版）
- 『Wash House Ting』 – J・ブーグ（英語版）
- 『Avrakedabra』 – モーガン・ヘリテイジ（英語版）

### ワールドミュージック
最優秀ワールドミュージック・アルバム
- 『Shaka Zulu Revisited: 30th Anniversary Celebration』 - レディスミス・ブラック・マンバーゾ
- 『メモリア・デ・ロス・センティドス（Memoria De Los Sentidos）』 - ビセンテ・アミーゴ
- 『Para Mí』 - ブイカ（英語版）
- 『Rosa Dos Ventos』 - アナット・コーエン（英語版） & トリオ・ブラジレイロ
- 『エルワン～エレファント（Elwan）』 - ティナリウェン

### チルドレンズ
最優秀チルドレンズ・アルバム
- 『Feel What U Feel』 – リサ・ローブ

### スポークン・ワード
最優秀スポークン・ワード・アルバム
- 『The Princess Diarist』 – キャリー・フィッシャー（没後）

### コメディ
最優秀コメディ・アルバム
- 『The Age of Spin & Deep in the Heart of Texas』 – デイヴ・シャペル

### ミュージカル劇場
最優秀ミュージカル劇場アルバム
- 『ディア・エヴァン・ハンセン（Dear Evan Hansen）』 – ローラ・ドレイファス（英語版）、マイク・ファイスト、Rachel Bay Jones、Kristolyn Lloyd, Michael Park、Ben Platt、Will Roland、Jennifer Laura Thompson（プリンシパル・ソロイスト）。Pete Ganbarg, Alex Lacamoire、Stacey Mindich、Benj Pasek & Justin Paul（プロデューサー）。Benj Pasek、Justin Paul（作曲者／作詞者）

### ビジュアルメディア向け
最優秀コンピレーション・サウンドトラック（ビジュアルメディア向け）
- Various Artists『ラ・ラ・ランド：オリジナル・サウンドトラック（La La Land: Original Motion Picture Soundtrack）』 - マリウス・デ・ヴリーズ（英語版）、ジャスティン・ハーウィッツ（コンピレーション・プロデューサー）

最優秀スコア・サウンドトラック（ビジュアルメディア向け）
- 『ラ・ラ・ランド：オリジナル・サウンドトラック（La La Land: Original Motion Picture Soundtrack）』 - ジャスティン・ハーウィッツ（作曲者）

最優秀ソング（ビジュアルメディア向け）
- アウリイ・クラヴァーリョ "どこまでも（How Far I'll Go）"（『モアナと伝説の海（Moana）』より） – リン＝マニュエル・ミランダ（ソングライター）

### 作曲
最優秀インストゥルメンタル作曲
- アルトゥーロ・オファリル（英語版） & チューチョ・ヴァルデース "Three Revolutions" - アルトゥーロ・オファリル（作曲者）（『Familia: Tribute to Bebo & Chico』所収）

### 編曲
最優秀編曲（インストゥルメンタルもしくはアカペラ）
- ジョン・ウィリアムズ "Escapades for Alto Saxophone and Orchestra from "Catch Me If You Can" - ジョン・ウィリアムズ（編曲者）（『The Spielberg/Williams Collaboration Part III』所収）

最優秀編曲（インストゥルメンタルおよびボーカル）
- ランディ・ニューマン "Putin" - ランディ・ニューマン（編曲者）（『Dark Matter』所収）

### パッケージング
最優秀レコーディング・パッケージ
- Magín Díaz『El Orisha de la Rosa』 - Claudio Roncoli、Cactus Taller（アート・ディレクター）
- Father John Misty『Pure Comedy (Deluxe Edition)』 - Sasha Barr、Ed Steed、J・ティルマン（アート・ディレクター）

最優秀ボックスドもしくは特別限定版パッケージ
- Various Artists『ボイジャーのゴールデンレコード（The Voyager Golden Record: 40th Anniversary Edition）』 - Lawrence Azerrad、Timothy Daly、David Pescovitz（アート・ディレクター）

### ノーツ
最優秀アルバム・ノーツ
- オーティス・レディング『Live at the Whisky a Go Go: The Complete Recordings』 - Lynell George（アルバム・ノーツ・ライター）

### ヒストリカル
最優秀ヒストリカル・アルバム
- レナード・バーンスタイン『レナード・バーンスタイン～ザ・コンポーザー（Leonard Bernstein – The Composer）』 - Robert Russ（コンピレーション・プロデューサー）。Martin Kistner、Andreas K. Meyer（マスタリング・エンジニア）。

### エンジニアド・アルバム
最優秀エンジニアド・アルバム（非クラシカル）
- ブルーノ・マーズ『24K・マジック（24K Magic）』 - Serban Ghenea、John Hanes、チャールズ・モニス（英語版）（エンジニア）。トム・コイン（英語版）（マスタリング・エンジニア）。

最優秀エンジニアド・アルバム（クラシカル）
- マンフレート・ホーネック & ピッツバーグ交響楽団『ショスタコーヴィチ：交響曲第5番／バーバー：弦楽のためのアダージョ（Shostakovich: Symphony No. 5; Barber: Adagio）』 - Mark Donahue（エンジニア）

### プロデューサー
プロデューサー・オブ・ザ・イヤー（非クラシカル）
- グレッグ・カースティン（英語版）

プロデューサー・オブ・ザ・イヤー（クラシカル）
- David Frost

### リミキサー
最優秀リミックスド・レコーディング（非クラシカル）
- デペッシュ・モード "You Move" (Latroit Remix) - Dennis White（リミキサー）

### サラウンド・サウンド
最優秀サラウンド・サウンド・アルバム
- ジェーン・アイラ・ブルーム（英語版）『Early Americans』 - Jim Anderson（サラウンド・ミックス・エンジニア）。Darcy Proper（サラウンド・マスタリング・エンジニア）。Jim Anderson、ジェーン・アイラ・ブルーム（サラウンド・プロデューサー）。

### ミュージック・ビデオ／フィルム
最優秀ミュージック・ビデオ
- ケンドリック・ラマー "ハンブル（Humble）" - The Little Homies、デイヴ・マイヤーズ（英語版）（ビデオ・ディレクター）。Jason Baum、Dave Free、Jamie Rabineau、Nathan K. Scherrer、Anthony Tiffith（ビデオ・プロデューサー）。

最優秀ミュージック・フィルム
- Various Artists『ディファイアント・ワンズ：ドレー & ジミー（The Defiant Ones）』 – アレン・ヒューズ（ビデオ・ディレクター）。Sarah Anthony、Fritzi Horstman、Broderick Johnson、Gene Kirkwood、アンドリュー・コソーヴ、Laura Lancaster、Michael Lombardo、Jerry Longarzo、Doug Pray、Steven Williams（ビデオ・プロデューサー）。

### 特別賞
ミュージケアーズ・パーソン・オブ・ザ・イヤー
- フリートウッド・マック
- ミック・フリートウッド
- ジョン・マクヴィー
- クリスティン・マクヴィー
- リンジー・バッキンガム
- スティーヴィー・ニックス

生涯業績賞
- ハル・ブレイン
- ニール・ダイヤモンド
- エミルー・ハリス
- ルイ・ジョーダン
- ミーターズ
- クイーン
- ティナ・ターナー